# Люси, Элизабет
Элизабет Люси (англ. Elizabeth Lucy; XV век) — любовница короля Англии Эдуарда IV. В эпоху Тюдоров её путали с Элеонорой Толбот. Многие историки отождествляют Элизабет Люси с Элизабет Уэйт, матерью Артура Плантагенета, 1-го виконта Лайла.

## Биография
О жизни Элизабет Люси известно немногое. Томас Мор в «Истории Ричарда III» говорит о ней как о «даме» (в редакции 1565 года это «девица благородной крови и отменной красоты»). Она вступила в связь с королём Эдуардом IV незадолго до его женитьбы на Элизабет Вудвилл. Мать короля, по словам Мора, открыто выступила против этого брака и заявила, что Люси — жена Эдуарда «перед Богом». После этого Люси допросили, чтобы выяснить, не помолвлена ли она с Эдуардом. «Присягнув торжественно говорить лишь истину, она заявила, что они никогда не были связаны обещаниями, хотя конечно, сказала она, его милость говорил ей такие любовные слова, что она и вправду надеялась, что король женится на ней, и если бы не эти любезные слова, она никогда не позволила бы ему столь любезно оставить её беременной».
Далее Мор утверждает, что Эдуарду все же приписали после его смерти обещание жениться, данное Люси. И этот писатель, и другие авторы эпохи Тюдоров были уверены, что именно Элизабет фигурировала в заявлении Роберта Стиллингтона, на основании которого Эдуард V, сын Эдуарда IV от Элизабет Вудвилл, был лишён престола как внебрачный ребёнок. По данным продолжателя аббата Кройленда, Стиллингтон говорил об Элеоноре Толбот, и современные историки считают эту версию более правдоподобной.
Историк XVII века Джордж Бак описывает Люси совсем не так, как Мор. Это «распутная девка», которая «охотно отдавалась королю без каких-либо условий». Антиквар XVIII века Джон Энстис отождествил её с Элизабет Уэйт, дочерью Томаса Уэйта из Саутгемптона, и назвал матерью Артура Плантагенета, 1-го виконта Лайла. Бриджит Боланд предполагает, что Эдуард мог встретить Люси во время путешествия по югу Англии в 1461 году. Крис Уилсон и Элис Кертейс тоже отождествляют Люси с Уэйт, датируя рождение её сына периодом между 1461 и 1464 годами. Считается возможным, что фамилия Люси появилась благодаря заключённому позже браку; при этом Майкл Хикс считает, что Элизабет была молодой вдовой, когда встретилась с королём.
Широко распространено мнение о том, что Люси была матерью ещё одного бастарда Эдуарда IV — Элизабет Плантагенет, которая родилась приблизительно в 1464 году и вышла замуж за сэра Томаса Ламли в 1477 году. Возможно, Люси родила от короля и других детей.